# 耐久財
耐久財（英語：durable good），在經濟學及管理學中指不容易耗損，可以長期使用的財貨，通常指至少能使用三年以上的財貨。計算一國經濟狀況時常用「耐久財訂單」這一項參考指標，因耐久財表示廠商對未來的設備投資，也因為通常耐久財售價較高，所以就算非投資用途的訂單，也能表示民間消費力道。